# Komatsushima
Komatsushima (japanska: 小松島市?, Komatsushima-shi) är en stad i Tokushima prefektur i Japan. Staden fick stadsrättigheter 1951.